# Lijst van bekende Colombianen
Hieronder staat een lijst van bekende Colombianen.

## Muzikanten
- Joe Arroyo, zanger en muzikant
- J Balvin, zanger
- Juanes, zanger
- Maluma, zanger
- Rafael Orozco Maestre, zanger en muzikant
- Shakira, zangeres
- Carlos Vives, zanger
- Karol G, zangeres

## Sporters
- Sergio Higuita, wielrenner
- Juan Pablo Ángel, voetballer
- Santiago Arias, voetballer
- Mauricio Ardila, wielrenner
- Darwin Atapuma, wielrenner
- Carlos Bacca, voetballer
- Egan Bernal, wielrenner
- Santiago Botero, wielrenner
- Hernán Buenahora, wielrenner
- Juan Cuadrado, voetballer
- Mateo Cassierra, voetballer
- Félix Cárdenas, wielrenner
- José Castelblanco, wielrenner
- Iván Córdoba, voetballer
- Fabio Duarte, wielrenner
- Leonardo Duque, wielrenner
- Andrés Escobar, voetballer
- Radamel Falcao, voetballer
- Chepe González, wielrenner
- Fredy Guarín, voetballer
- Sergio Henao, wielrenner
- Luis Herrera, wielrenner
- René Higuita, voetballer
- Caterine Ibargüen, atlete
- Luis Laverde, wielrenner
- Alvaro Mejia, wielrenner
- Juan Pablo Montoya, Formule 1-coureur
- Libardo Niño, wielrenner
- Rafael Antonio Niño, wielrenner
- Jarlinson Pantano, wielrenner
- Fabio Parra, wielrenner
- Iván Parra, wielrenner
- Víctor Hugo Peña, wielrenner
- Luis Perea, voetballer
- Marlon Pérez, wielrenner
- Nairo Quintana, wielrenner
- Oliverio Rincón, wielrenner
- James Rodríguez, voetballer
- Martín Emilio Rodríguez, wielrenner
- Mauricio Soler, wielrenner
- Rigoberto Urán, wielrenner
- Carlos Valderrama, voetballer

## Politici
- Íngrid Betancourt, presidentskandidate
- Jorge Eliécer Gaitán
- Juan Manuel Santos, president en nobelprijshouder voor de vrede
- Álvaro Uribe, president

## Kunstenaars
- Fernando Botero, kunstschilder
- Johanna Franco Zapata, kunstschilder

## Schrijvers
- Gabriel García Márquez
- Nicolás Gómez Dávila

## Criminelen
- Pablo Escobar, drugsbaron

## Geestelijken
- Darío Castrillón Hoyos, kardinaal

## Wetenschappers
- Luis Duque Gómez, archeoloog
- José Jéronimo Triana, botanicus

## Toneelspelers
- Karina Arroyave, Amerikaans actrice
- John Leguizamo, Colombiaans-Amerikaans acteur
- Sofía Vergara, fotomodel en actrice